# Rudolf Pavlíček
Rudolf Pavlíček (25. září 1873, Hořice – 22. prosince 1944, Rouchovany) byl český učitel a historik.
Působil jako učitel v obcích Pyšel, Ocmanice, Svatoslav, Jinošov, Hrotovice, Znojmo. V Rouchovanech působil 13 let jako ředitel měšťanské školy. Byl aktivním spolupracovníkem vlastivědného sborníku západní Moravy Od Horácka k Podyjí.

## Příspěvky ve sborníkuOd Horácka k Podyjí
- Les Zlodějka a Pánova studánka u Rouchovan, ročník 2, číslo 1
- Zajímavosti kostela v Rouchovanech, ročník 2, číslo 2
- Mlýny v Rouchovanech, ročník 2, číslo 5
- Hrotovsko v dobách husitských, ročník 3, 1925, s. 10, 45, 61, 91.
- Náš kraj za Jiřího z Poděbrad, ročník 4, 1926, s. 43, 86, 113, 150
- Náš kraj za Habsburků, ročník 5, 1927, s. 14, 68, 109, 121, 144
- Zápas Rouchovanských proti robotám, ročník 6, 1928, s. 24, 44, 99
- Obecní lázně v městečku Rouchovanech, ročník 11, s. 11
- Po stopách dolování na Hrotovsku, roč. 12, 1935, s. 103-104

V roce 1928 vydal "Statistiku Moravskokrumlovka", v roce 1940 sepsal Dějiny městečka Rouchovan. Zemřel v roce 1944, urna se nachází na rouchovanském hřbitově.